# マリク・カーフール
マリク・カーフール（テルグ語: మాలిక్ కాఫుర్、タミル語: மாலிக் கபூர்、英語: Malik Kafur、 生年不詳 - 1316年2月）は、北インドのデリー・スルターン朝、ハルジー朝の武将で宦官。
アラー・ウッディーン・ハルジーに仕えた彼はヤーダヴァ朝、 カーカティーヤ朝、ホイサラ朝、パーンディヤ朝などのインド南部の遠征などで多大な功績を挙げて、ヒンドゥー教から改宗者らの中でも最も頭角を現した。マリク・カーフールは幾多の戦いに勝利し、アラー・ウッディーンの晩年とその死後に権力の掌握に成功していることから、智勇を兼ね備えた将軍でもあった。

## 生涯

### 登用
マリク・カーフールはもともとグジャラート地方のヒンドゥー教徒で、アラー・ウッディーン・ハルジーの軍勢にカンバートで捕虜とされた。
のち、アラー・ウッディーンがヒンドゥー教からイスラーム教に改宗した教徒を大量に購入した際、それに応じて購入され、宦官として登用された。彼はスルターンのお気に入りの奴隷であり、1000ディナールで購入されたことから、「ハザールディナーリ（1000ディナール）」と呼ばれていた。

### デカン・南インドへの遠征

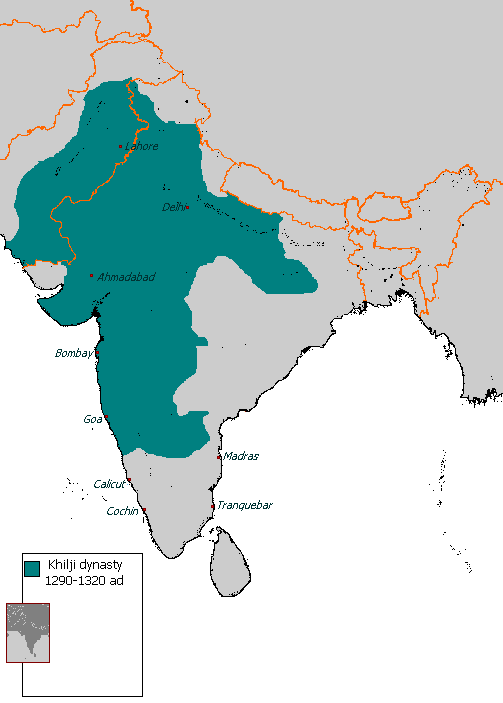
遠征前のハルジー朝の版図

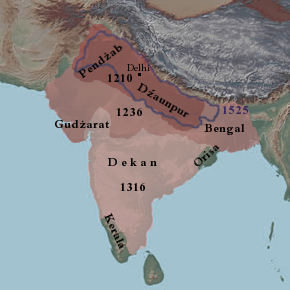
遠征後のハルジー朝の版図

アラー・ウッディーンのもと、マリク・カーフールは出世していき、やがてデカン地方、南インド方面における指揮官に任命され、それらの地に侵攻した。
1307年、マリク・カーフールは貢納を怠るなど翻意を見せていたデカンのヤーダヴァ朝に遠征して、首都デーヴァギリを落とし、その君主ラーマチャンドラをデリーへと送還した。以降、ヤーダヴァ朝の首都デーヴァギリはハルジー朝の南インド進出の拠点とされた。
1309年、マリク・カーフールは再び南へと遠征に出て、ヤーダヴァ朝の首都デーヴァギリに入城し、それ以南のヒンドゥー王朝への攻撃の準備を行った。
1310年、マリク・カーフールはデカン南東部のカーカティーヤ朝へと攻め入り、首都ワランガルを落とした。君主プラターパルドラ2世から貢納を受け、そののちも定期的に貢納するよう強要した。その後、6月にデリーへと帰還した。
同年11月、マリク・カーフールは再び南インドへの遠征を開始し、1311年2月（1310年とも）には南インドのホイサラ朝の首都ドーラサムドラも攻め落とし、その君主バッラーラ3世にも貢納の義務を課した。マリク・カーフールはその降伏の際、莫大な財宝を受け取ったという。
マリク・カーフールがホイサラ朝を侵略しているさなか、南インドのマーバール（タミル地方）を支配していたパーンディヤ朝ではすでに内紛が起きており、ジャターヴァルマン・スンダラ・パーンディヤとジャターヴァルマン・ヴィーラ・パーンディヤの2王子の兄弟が争っていた。スンダラ・パーンディヤは1310年に父王マーラヴァルマン・クラシェーカラ・パーンディヤを殺害して王座を得たが、ヴィーラ・パーンディヤに首都マドゥライを追われ、スンダラ・パーンディヤがマリク・カーフールに援助を求めた。マリク・カーフールはヴィーラ・パーンディヤがホイサラ朝のバッラーラ3世を支援していたことを知っていたので、この援助に応じた。
1311年3月（1310年末とも）、マリク・カーフールはマーバールのパーンディヤ朝を攻め、首都マドゥライを攻撃したばかりか、至る所を略奪した。だが、パーンディヤ朝の支配者は出撃し戦わなかったためその軍隊を打ち破れず、毎年の貢租の合意も成されず、遠征は失敗に終わった。とはいえ、ここでもチダンバラム寺院（マドラス近郊）を略奪するなどして莫大な財宝を獲得し、彼はラーメーシュワラムまで進撃して、この地にモスクを建設し、アラー・ウッディーンの名で金曜礼拝のフトバを唱えたという。
その後、マリク・カーフールは莫大な戦利品を携えて南インドからデリーへ向けて出発し、バラニーの記述によると同年初めにデリーへ帰還したという。だが、デリーまでの移動距離を考えると、実際のところ帰還したのは、同年10月ごろであると考えられる。この遠征で得られた戦利品について、バラニーの記述では、612頭の象、多量の金と宝石類、2万頭の馬であったという。このマリク・カーフールの南方遠征の主要な目的は財貨の獲得にあり、永続的な支配を意図したものではなかったが、多くの従属国を得た点から版図を拡大したともとることが出来る。
ただ、諸国に毎年の貢納を行わせるには、毎年の南方遠征が必要であった。ヤーダヴァ朝はラーマチャンドラが没したのち、シャンカラデーヴァがハルジー朝に反抗するようになり、1313年にはマリク・カーフールは再び遠征し、デーヴァギリを再び制圧した。だが、マリク・カーフールが帰還すると、新たな君主ハラパーラデーヴァもまた、ハルジー朝から独立を宣言した。

### 専横と死
アラー・ウッディーンは晩年に健康を崩し、マリク・カーフールの権力が宮廷で増長していった。マリク・カーフールは彼を説得し、その正妃を宮廷から追放、妃の兄弟を処刑したうえ、アラー・ウッディーンの息子で後継者としていたヒズル・ハーンをも投獄させた。
1316年1月、アラー・ウッディーンが水腫死去すると、マリク・カーフールが暗殺したとの噂がなされた。彼は権力を一手に握るため、その次男のシャーディー・ハーン、三男のクトゥブッディーン・ムバーラクを幽閉した。幽閉後、彼はシャーディー・ハーンをそれ以前より幽閉していたヒズル・ハーンとともに盲目にし、クトゥブッディーン・ムバーラクも盲目にしようとした。
そのうえで、マリク・カーフールはアラー・ウッディーンの幼少の末子シハーブッディーン・ウマルを王位につけて、自身の傀儡とした。だが、マリク・カーフールはその専横が極まりない行動が、貴族からの反発を招いていることに気づいていなかった。アラー・ウッディーンの死から35日後、彼は貴族らによって暗殺された。
マリク・カーフールという後ろ盾を失ったウマルは廃されるところとなり、幽閉されていたクトゥブッディーン・ムバーラクが王となった。

## 評価
アラー・ウッディーンの晩年と死後の所業が悪辣なために奸臣として評される。だが、インド南部の遠征での功績は大きく、この遠征でムスリムの軍隊ははじめてマドゥライにまで到達し、夥しい富をデリーに持ち帰った。彼はアラー・ウッディーンにも賞賛されており、この遠征でもたらされた莫大な戦利品が文化の発展にも寄与している。
とはいえ、インド人改宗者から出世し、政権を握った人物はマリク・カーフール以前にもいた。それは奴隷王朝の貴族イマードゥッディーン・ライハーンという人物であり、彼は一時期ながらもギヤースッディーン・バルバンを追い落とし、摂政となっている。